# Antheua
Antheua is een geslacht van vlinders van de familie tandvlinders (Notodontidae).

## Soorten
- A. amphiaraus (Kiriakoff, 1955)
- A. anodonta (Hampson, 1910)
- A. anomala Berio, 1937
- A. atrata (Grünberg, 1907)
- A. aurifodinae (Distant, 1902)
- A. benguelana Viette, 1954
- A. bidentata (Hampson, 1910)
- A. birbirana Viette, 1954
- A. bossumensis (Gaede, 1915)
- A. consanguinea Distant, 1903
- A. croceipuncta Hampson, 1910
- A. delicata Bethune-Baker, 1911
- A. dimorpha Janse, 1920
- A. elongata Gaede, 1928
- A. encausta (Hampson, 1910)
- A. eriostepta Tams, 1932
- A. eximia Kiriakoff, 1965
- A. extenuata Walker, 1869
- A. gaedei Kiriakoff, 1962
- A. gallans (Karsch, 1895)
- A. grisea (Gaede, 1928)
- A. haasi (Saalmüller, 1884)
- A. insignata Gaede, 1928
- A. jansei Aurivillius, 1925
- A. lignosa Walker, 1856
- A. liparidioides (Rothschild, 1910)
- A. marpissa (Wallengren, 1860)

- A. mixta Janse, 1920
- A. ochriventris (Strand, 1912)
- A. ornata (Walker, 1865)
- A. psolometopa Tams, 1929
- A. radiata Aurivillius, 1921
- A. rhodeosemena Bethune-Baker, 1911
- A. ruficosta (Hampson, 1910)
- A. rufovittata (Aurivillius, 1901)
- A. servula Drury, 1773
- A. simplex Walker, 1855
- A. spurcata Walker, 1864
- A. tricolor Walker, 1855
- A. trifasciata (Hampson, 1909)
- A. trimacula Kiriakoff, 1954
- A. trivitta (Hampson, 1910)
- A. ungulata (Berio, 1939)
- A. vittata (Walker, 1855)
- A. woerdeni (Snellen, 1872)